# Санта-Барбара (кантон)
Санта-Барбара (исп. Santa Bárbara) — кантон в провинции Эредия Коста-Рики.

## География
Находится на юго-западе провинции. Граничит на западе с провинцией Алахуэла. Административный центр — Санта-Барбара.

## Округа
Кантон разделён на 6 округов:
1. Санта-Барбара
2. Сан-Педро
3. Сан-Хуан
4. Хесус
5. Санто-Доминго
6. Пураба